# Unione Sportiva Città di Palermo 1994-1995
Questa voce raccoglie le informazioni riguardanti l'Unione Sportiva Città di Palermo nelle competizioni ufficiali della stagione 1994-1995.
Fu il primo anno in cui la società ebbe questa denominazione, dopo una convenzione quinquennale stipulata dall'allora sindaco di Palermo Leoluca Orlando con l'ex patron rosanero Giovanni Ferrara, grazie alla quale la società ricevette benefici economici. Il cambio di nome portò anche una lieve modifica dello stemma: l'aquila tornò ad avere le ali rivolte verso il basso.

## Stagione
Dopo la faticosa salvezza nel campionato scorso, la società rosanero iniziò a voler puntare a risultati più ambiziosi. Da poco più di vent'anni il Palermo mancava dalla massima serie e questo fu uno dei primi periodi, dalla rifondazione del 1987, in cui si incominciò a pensare a un ipotetico ritorno nel grande calcio. Nonostante gli scarsi mezzi finanziari, si è riusciti a portare a Palermo gente esperta della categoria, come il centrocampista Giuseppe Iachini (proveniente dall'allora neopromossa Fiorentina), il difensore Massimo Brambati, l'attaccante Salvatore Campilongo, il regista Pietro Maiellaro (già in passato al Palermo negli anni ottanta) e l'ala Gianluca Petrachi.
In questa stagione, la prima che assegna tre punti alla vittoria, l'allenatore della squadra rosanero è stato inizialmente il confermato Gaetano Salvemini, che, dopo alcuni contrasti con la società, è stato sostituito con Giampiero Vitali.
Sin dall'inizio del campionato non sono arrivati i risultati sperati: la prima vittoria stagionale è giunta alla quinta giornata contro l'Ascoli (2-0). Da ricordare lo storico e clamoroso successo in trasferta contro il Lecce (1-7), nella quale l'attaccante Salvatore Campilongo ha realizzato cinque reti. Al termine del campionato il Palermo ha raccolto 44 punti, che gli sono valsi il dodicesimo posto. Con 9 reti Salvatore Campilongo e Pietro Maiellaro sono stati i migliori realizzatori stagionali.
Il 9 gennaio la partita Palermo-Atalanta è stata sospesa sullo (0-0) all'inizio del secondo tempo dal Sig. Franceschini per impraticabilità del campo, a causa di una pioggia copiosa. Si è trattato della prima volta in sessantatré anni che una partita di campionato del Palermo venisse sospesa per maltempo.
In Coppa Italia il club rosanero supera in trasferta il Ravenna nel primo turno in gara unica, poi viene eliminato nel secondo turno dal Milan, dopo che il Palermo si era imposto allo Stadio San Siro per (0-1) nella gara di andata, con un gol di Giuseppe Iachini, alla sua prima marcatura in maglia rosanero, e dopo aver perso alla Favorita la gara di ritorno con lo stesso risultato, che ha portato alla disputa dei tempi supplementari e dei calci di rigore, vinti (2-4) dai rossoneri.

## Divise e sponsor
La maglia era rosanero mentre i calzoncini erano nerorosa.
Lo sponsor ufficiale è, da questa stagione sino a quella successiva, Provincia regionale di Palermo.

## Organigramma societario[4]
- Presidente: Liborio Polizzi
- Amministratore delegato: Giovanni Ferrara
- Direttore generale: Giorgio Perinetti
- Addetto stampa: Fabio Geraci
- Segretario generale: Silvio Palazzotto
- Segretario: Salvatore Francoforte
- Allenatore: Gaetano Salvemini, poi Giampiero Vitali

## Calciomercato

### A stagione iniziata
| Acquisti | Acquisti             | Acquisti       | Acquisti    |
| R.       | Nome                 | da             | Modalità    |
| -------- | -------------------- | -------------- | ----------- |
| C        | Gianluca Petrachi    | Torino         | (a ottobre) |
| D        | Mirko Taccola        | Lucchese       | definitivo  |
| C        | Pietro Maiellaro     | Cosenza        | definitivo  |
| C        | Giuseppe Iachini     | Fiorentina     | definitivo  |
| A        | Salvatore Campilongo | Venezia        | definitivo  |
| C        | Antonio Criniti      | Cagliari       | prestito    |
| C        | Andrea Bianchi       | Fidelis Andria | definitivo  |

| Cessioni | Cessioni            | Cessioni         | Cessioni     |
| R.       | Nome                | a                | Modalità     |
| -------- | ------------------- | ---------------- | ------------ |
| P        | Graziano Vinti      | Atletico Catania | (a dicembre) |
| C        | Lorenzo Battaglia   | Barletta         | (a novembre) |
| C        | Davide Campofranco  | Baracca Lugo     | (a novembre) |
| C        | Massimiliano Favo   | Ascoli           | (a novembre) |
| C        | Carlo Valentini     |                  | (a gennaio)  |
| A        | Maurizio Cammarieri |                  | (a febbraio) |
| A        | Massimo Cicconi     | Siracusa         | (a dicembre) |

## Risultati

### Serie B

#### Girone di andata
| Arbitro: | De Prisco (Nocera Inferiore) |

|             |           |              |
| Iachini 39’ | Marcatori | 42’ Pandullo |

| Arbitro: | Franceschini (Bari) |

|                   |           |  |
| F. Fermanelli 24’ | Marcatori |  |

| Palermo 18 settembre 1994 3ª giornata | Palermo            | 0 – 0 referto | Acireale | Stadio La Favorita\| Arbitro: \| Tombolini (Ancona) \| |
| Arbitro:                              | Tombolini (Ancona) |               |          |                                                        |

| Arbitro: | Beschin (Legnago) |

|                       |           |  |
| Inzaghi 54’, 57’, 75’ | Marcatori |  |

| Arbitro: | Cardona (Milano) |

|                   |           |  |
| Maiellaro 9’, 88’ | Marcatori |  |

| Arbitro: | Trentalange (Torino) |

|                 |           |  |
| Cornacchini 22’ | Marcatori |  |

| Palermo 16 ottobre 1994 7ª giornata | Palermo              | 0 – 0 referto | Udinese | Stadio La Favorita\| Arbitro: \| Brignoccoli (Ancona) \| |
| Arbitro:                            | Brignoccoli (Ancona) |               |         |                                                          |

| Arbitro: | Bonfrisco (Milano) |

|            |           |                                                            |
| Biondo 14’ | Marcatori | 4’, 16’, 27’, 44’, 76’ Campilongo 50’ Petrachi 65’ Rizzolo |

| Caltanissetta 30 ottobre 1994 9ª giornata | Palermo                       | 0 – 0 referto | Cesena | Stadio Pian del Lago\| Arbitro: \| Quartuccio (Torre Annunziata) \| |
| Arbitro:                                  | Quartuccio (Torre Annunziata) |               |        |                                                                     |

| Cosenza 5 novembre 1994 10ª giornata | Cosenza          | 0 – 0 referto | Palermo | Stadio San Vito\| Arbitro: \| De Santis (Roma) \| |
| Arbitro:                             | De Santis (Roma) |               |         |                                                   |

| Arbitro: | Rosica (Roma) |

|                                     |           |  |
| Campilongo 28’ (rig.) Maiellaro 61’ | Marcatori |  |

| Palermo 27 novembre 1994 12ª giornata | Palermo         | 0 – 0 referto | Vicenza | Stadio La Favorita\| Arbitro: \| Braschi (Prato) \| |
| Arbitro:                              | Braschi (Prato) |               |         |                                                     |

| Salerno 4 dicembre 1994 13ª giornata | Salernitana                 | 0 – 0 referto | Palermo | Stadio Arechi\| Arbitro: \| Cinciripini (Ascoli Piceno) \| |
| Arbitro:                             | Cinciripini (Ascoli Piceno) |               |         |                                                            |

| Arbitro: | Bettin (Padova) |

|                            |           |  |
| Rizzolo 63’ A. Bianchi 89’ | Marcatori |  |

| Arbitro: | Pacifici (Roma) |

|  |           |                                              |
|  | Marcatori | 36’ (aut.) Zanin 57’ Petrachi 73’ Campilongo |

| Arbitro: | Dinelli (Lucca) |

|            |           |  |
| Baroni 42’ | Marcatori |  |

| Arbitro: | Franceschini (Bari) |

|  |           |                    |
|  | Marcatori | 45’ (rig.) Saurini |

| Como 15 gennaio 1995 18ª giornata | Como          | 0 – 0 referto | Palermo | Stadio Giuseppe Sinigaglia\| Arbitro: \| Rosica (Roma) \| |
| Arbitro:                          | Rosica (Roma) |               |         |                                                           |

| Arbitro: | Pacifici (Roma) |

|             |           |                      |
| Criniti 61’ | Marcatori | 30’ (aut.) Mareggini |

#### Girone di ritorno
| Arbitro: | Arena (Ercolano) |

|             |           |               |
| Lizzani 51’ | Marcatori | 19’ Maiellaro |

| Arbitro: | Treossi (Forlì) |

|              |           |  |
| Di Somma 68’ | Marcatori |  |

| Arbitro: | Boggi (Salerno) |

|                                    |           |              |
| Pistella 13’ Modica 42’ Vasari 89’ | Marcatori | 8’ Maiellaro |

| Arbitro: | Borriello (Mantova) |

|  |           |                         |
|  | Marcatori | 4’ Piovani 81’ De Vitis |

| Arbitro: | D. Messina (Bergamo) |

|             |           |  |
| Binotto 10’ | Marcatori |  |

| Arbitro: | Bonfrisco (Monza) |

|             |           |  |
| Taccola 90’ | Marcatori |  |

| Udine 19 marzo 1995 26ª giornata | Udinese       | 0 – 0 referto | Palermo | Stadio Friuli\| Arbitro: \| Lana (Torino) \| |
| Arbitro:                         | Lana (Torino) |               |         |                                              |

| Arbitro: | De Santis (Tivoli) |

|                            |           |  |
| Maiellaro 50’ Di Somma 90’ | Marcatori |  |

| Arbitro: | Farina (Novi Ligure) |

|                 |           |  |
| Piangerelli 65’ | Marcatori |  |

| Arbitro: | Tombolini (Ancona) |

|                     |           |           |
| Campilongo 25’, 45’ | Marcatori | 67’ Negri |

| Arbitro: | Pacifici (Roma) |

|                              |           |                      |
| Cerbone 43’ Vieri 90’ (rig.) | Marcatori | 57’ (rig.) Maiellaro |

| Arbitro: | Dinelli (Lucca) |

|                                           |           |            |
| Di Carlo 28’ (rig.) Murgita 39’, 61’, 83’ | Marcatori | 6’ Criniti |

| Palermo 30 aprile 1995 32ª giornata | Palermo            | 0 – 0 referto | Salernitana | Stadio La Favorita\| Arbitro: \| Bolognino (Milano) \| |
| Arbitro:                            | Bolognino (Milano) |               |             |                                                        |

| Arbitro: | Quartuccio (Torre Annunziata) |

|                                    |           |  |
| Rastelli 32’ Fialdini 70’ Paci 74’ | Marcatori |  |

| Palermo 14 maggio 1995 34ª giornata | Palermo            | 0 – 0 referto | Chievo | Stadio La Favorita\| Arbitro: \| Stafoggia (Pesaro) \| |
| Arbitro:                            | Stafoggia (Pesaro) |               |        |                                                        |

| Arbitro: | Trentalange (Torino) |

|                           |           |  |
| Rizzolo 42’ Maiellaro 78’ | Marcatori |  |

| Arbitro: | Farina (Novi Ligure) |

|                        |           |  |
| Ganz 12’ Fortunato 41’ | Marcatori |  |

| Arbitro: | Arena (Ercolano) |

|                                              |           |                                     |
| Ferrara 17’ Maiellaro 20’ (rig.) Rizzolo 90’ | Marcatori | 8’ Parente 11’ Catelli 24’ G. Rossi |

| Arbitro: | De Santis (Tivoli) |

|                                |           |  |
| Margiotta 53’ F. Giampaolo 78’ | Marcatori |  |

### Coppa Italia
| Arbitro: | De Santis (Tivoli) |

|               |           |                       |
| Antonioli 60’ | Marcatori | 70’ Cicconi 85’ Biffi |

| Arbitro: | Rosica (Roma) |

|  |           |             |
|  | Marcatori | 41’ Iachini |

| Arbitro: | Ceccarini (Livorno) |

|                                          |                      |                                          |
|                                          | Marcatori            | 25’ Stroppa                              |
| Campilongo Cicconi Criniti Taccola Biffi | Tiri di rigore 2 – 4 | Stroppa Albertini Sordo F. Galli Panucci |

## Statistiche

### Statistiche di squadra
| Competizione | Punti | In casaa | In casaa | In casaa | In casaa | In casaa | In casaa | In trasferta | In trasferta | In trasferta | In trasferta | In trasferta | In trasferta | Totale | Totale | Totale | Totale | Totale | Totale | DR |
| Competizione | Punti | G        | V        | N        | P        | Gf       | Gs       | G            | V            | N            | P            | Gf           | Gs           | G      | V      | N      | P      | Gf     | Gs     | DR |
| ------------ | ----- | -------- | -------- | -------- | -------- | -------- | -------- | ------------ | ------------ | ------------ | ------------ | ------------ | ------------ | ------ | ------ | ------ | ------ | ------ | ------ | -- |
| Serie B      | 44    | 19       | 8        | 9        | 2        | 19       | 9        | 19           | 2            | 5            | 12           | 14           | 26           | 38     | 10     | 14     | 14     | 33     | 35     | -2 |
| Coppa Italia |       | 1        | 0        | 0        | 1        | 0        | 1        | 2            | 2            | 0            | 0            | 3            | 1            | 3      | 2      | 0      | 1      | 3      | 2      | +1 |
| Totale       |       | 20       | 8        | 9        | 3        | 19       | 10       | 21           | 4            | 5            | 12           | 17           | 27           | 41     | 12     | 14     | 15     | 36     | 37     | -1 |

### Statistiche dei giocatori
| Giocatore      | Serie B  | Serie B | Coppa Italia | Coppa Italia |
| Giocatore      | Presenze | Reti    | Presenze     | Reti         |
| -------------- | -------- | ------- | ------------ | ------------ |
| P. Assennato   | 22       | 0       | ?            | ?            |
| E. Balsamo     | 1        | 0       | ?            | ?            |
| L. Battaglia   | 8        | 0       | ?            | ?            |
| A. Bianchi     | 16       | 1       | ?            | ?            |
| R. Biffi       | 31       | 0       | ?            | ?            |
| M. Brambati    | 30       | 0       | ?            | ?            |
| F. Bucciarelli | 19       | 0       | ?            | ?            |
| S. Campilongo  | 25       | 9       | ?            | ?            |
| D. Campofranco | 5        | 0       | ?            | ?            |
| G. Caterino    | 29       | 0       | ?            | ?            |
| M. Cicconi     | 6        | 0       | ?            | ?            |
| S. Colletto    | 4        | 0       | ?            | ?            |
| A. Criniti     | 19       | 2       | ?            | ?            |
| G. Di Somma    | 13       | 2       | ?            | ?            |
| C. Ferrara     | 24       | 1       | ?            | ?            |
| V. Fiorin      | 28       | 0       | ?            | ?            |
| G. Iachini     | 32       | 1       | ?            | ?            |
| G. Lo Nero     | 3        | 0       | ?            | ?            |
| G. Lucenti     | 5        | 0       | ?            | ?            |
| P. Maiellaro   | 30       | 9       | ?            | ?            |
| G. Mareggini   | 33       | -24     | ?            | ?            |
| M. Pisciotta   | 30       | 0       | ?            | ?            |
| G. Petrachi    | 27       | 2       | ?            | ?            |
| A. Rizzolo     | 22       | 4       | ?            | ?            |
| M. Taccola     | 22       | 1       | ?            | ?            |
| A. Tasca       | 1        | 0       | ?            | ?            |
| G. Tedesco     | 1        | 0       | ?            | ?            |
| V. Sicignano   | 5        | -11     | ?            | ?            |